# The Colony (Computerspiel)
The Colony ist ein Computerspiel von Mindscape für den Apple Macintosh, welches 1988 auf den Markt kam. 1988 wurde es auch bereits auf (Intel) PC portiert, wobei der (wichtige) Sound allerdings auf der Strecke blieb. Bei der Portierung 1990 zum Amiga wurde Farbe hinzugefügt. Es war der erste 3D-Ego-Shooter auf dem Macintosh. Die Kategorisierung kann aber genauso gut „Adventure“ oder „Rollenspiel“ lauten.
Das Spiel wurde von David Alan Smith, der sich hauptberuflich mit der Fernsteuerung von mobilen Robotern beschäftigte, allein realisiert.
Die 3D-Darstellungen basieren auf einfachen Drahtgittermodellen mit ausgeblendeten verdeckten Kanten sowie Symbolen. Die Aliens sind aus pyramidischen Formen und Kreisen zusammengesetzt, Insektenkörpern nachvollzogen.

## Spielablauf
Alle Funktionen werden mit der damaligen Eintasten-Macintosh-Maus gesteuert: Bewegen vorwärts und rückwärts, Drehungen, Aufnehmen von Gegenständen, Öffnen von Türen, Feuern der Waffe etc. Ein Fadenkreuz zeigt die Vorwärtslaufrichtung, an der Seite ist eine Orientierung nach Himmelsrichtung und im Planquadrateraster.
Der Spieler findet sich am Anfang in einem dunklen Raum wieder und sieht eine Kommandokonsole vor sich. An der erfährt er, dass sein Raumschiff notlandete und beschädigt ist. Er kann das Licht einschalten, sich und den Planeten durch Abfeuern von Raketen selbst zerstören, nicht jedoch starten. Bei der weiteren Untersuchung des Raumschiffs stellt sich heraus, dass er Space-Marshal ist und den atmosphärenlosen Mond anflog, weil die dort ansässige wissenschaftliche Kolonie einen Notruf sandte. Er erfährt weiterhin die Meinung des Marshalls, dass es auch gut so ist, dass diese „verrückten Wissenschaftler“ mit ihren gefährlichen Experimenten weit ab vom Schuss untergebracht sind.
Im Schiff findet man eine kaputte Reaktorsäule, einen Raumanzug und eine Waffe. Die Reaktorsäule muss ersetzt werden durch eine aus der Kolonie. Vorerst bleibt völlig offen, wie das gehen kann.
Bereits auf dem Weg zum Eingang der unterirdischen Kolonie können erste Begegnungen mit Aliens stattfinden, denen man durch rasches Laufen aber entkommen kann und die durch die Teleportationsexperimente der Wissenschaftler in die Kolonie eingedrungen sind und sich dort jetzt rasch vermehren.
In der Kolonie erfährt man, dass alle Erwachsenen Opfer der Aliens wurden (die Grafiken erzeugen eine Atmosphäre wie in dem Film Alien I), sie ihre Kinder aber in Überlebenssystemen in Sicherheit bringen konnten. Der Spieler muss, um an die Reaktorsäule zu kommen, mindestens ein paar Kämpfe gegen Aliens erfolgreich bestehen. In der einfachsten Lösung kann er die Säule der Kolonie ausbauen und fliehen. Das allein ist bereits eine schwierige und knifflige Aufgabe. Es ist dazu erforderlich, die Kolonie zumindest teilweise zu kartografieren, Handlungs- und Bewegungsstrategien zu entwickeln, die Erzeugnisse der Wissenschaftler zu verstehen und sie zu nutzen.
Verlässt man den Mond ohne die Kinder-Überlebenssysteme, gibt es einen schweren Tadel und außerdem die Nachricht, dass die Aliens von der Kolonie ausgebrochen sind und die belebte Galaxis angegriffen haben.
Zerstört man den Mond nach dem Abflug, ohne die Kinder gerettet zu haben, fällt der Tadel noch herber aus. Die sechs (man muss selbst herausfinden, dass es sechs sind) Überlebenstanks in das Raumschiff zu bringen, bei deren Transport jeweils waffenlos den Angriffen der Aliens ausgesetzt zu sein, fordert eine Menge an Ideen und Geschick.
Ein interessanter Einfall ist die Figur namens Snooper. Snooper fällt einen nach etwa zwei Stunden Spielens das erste Mal an und raubt einem fast die ganze Energie. Von da an kommt er in immer rascheren Abständen. Er lässt sich nicht bekämpfen. Man kann ihm nicht ausweichen und lernt: Das ist die (ultimative) Mahnung, nicht zu lange zu spielen! Schaltet man den Rechner ab und erst am nächsten Tag wieder an, hat man wieder zwei Stunden Ruhe vor Snooper, am selben Tag jedoch nicht.

## Entscheidende Lösungsschritte
Folgende Schritte oder Erkenntnisse sind für die Lösung erheblich:
1. Das Raumschiff muss im Raumanzug und bewaffnet verlassen werden.
2. Luftschleusen müssen auch als solche benutzt werden.
3. Durch Überlaufen der überall in der Colony anzutreffenden Alieneier kann man seinen Energievorrat ergänzen und erhöhen.
4. In jeder Etage der Colony gibt es eine Alien-Königin (die Bezeichnung wählt man automatisch, weil sie wie eine stilisierte Biene aussieht). Beseitigt man diese, verschwinden alle aktiven Aliens der Etage und man kann in Ruhe agieren. Bis auf die Königin im Reaktor ist es allerdings nicht spielentscheidend, das zu tun.
5. Von Etage zu Etage werden die Aliens schneller, aggressiver und die Angriffe sind energiereicher. Zum Kampf mit der Königin am Reaktorkern – ganz unten – muss man gut vorbereitet antreten. Die auf höchste Leistung eingestellte Waffe kann man im Spiel nicht gebrauchen (und braucht sie auch nicht), weil dann der eigene Energieverbrauch, auch wenn man die Waffe nicht nutzt, zu hoch ist, um lange zu überleben. Das Umstellen geht aber nur im Raumschiff. Deswegen beginnt man den Kampf an einem neuen Spieltag (wegen Snooper) und „tankt“ erst mal so viel Energie wie möglich. Dann geht man zum Raumschiff und holt die Waffe mit der höchsten Leistung. Auf dem Weg in den Colony-Reaktor darf jetzt nichts schiefgehen, man muss den Weg im Schlaf kennen, sonst reicht die Energie nicht. Schafft man es schnell genug, reicht ein Treffer, und die Königin ist dahin und man kann (muss) die Waffe ablegen.
6. Man wird vom Teleporter 1 im Geheimlabor zum Teleporter 2 abgestrahlt und so weiter. Der letzte schickt einen genau wie die nicht nummerierten in den normalen Labors ins Nirwana …
7. Wenn man mit leerem Gabelstapler einen Teleporter anfährt, kann man den transportieren. Hat man eine Last mit, kann man in den Teleporter einfahren und wird samt Gabelstapler und Last transportiert.
8. Das ist wichtig, da man den Koloniebereich, in dem die Experimente der Wissenschaftler zur Raumkrümmung führten, welche den Aliens den Zutritt verschaffte, nur über einen mitgebrachten Teleporter wieder verlassen kann und das auch der einzige Weg ist, das dort versteckte Kind herauszubringen.
9. Gleiches gilt für den Reaktorkern der Kolonie: Mit dem Gabelstapler kommt man zwar die Treppe runter, nicht aber wieder hinauf und einen Lift gibt es dort nicht.
10. Außerdem ist die Kolonie nach dem Ausbau des Reaktorkerns energielos, damit gehen die Lifte nicht mehr, die Türen nicht etc. Es ist also auch nötig, den Empfängerteleporter vorher in das Raumschiff zu bringen.
11. Ein Reaktorkern, den man auf dem Gabelstapler hat, wird zerstört, wenn man ihn ablegt. Der Transport des Kerns aus der Kolonie ins Raumschiff und dessen Einbau dort muss also in einem Rutsch laufen und bedarf sorgfältiger Planung – vor allem weil man ja vorher den des Raumschiffs ausgebaut haben muss, was wiederum im Schiff alle Funktionen wie Luftschleuse, Türen etc. abschaltet.
12. Da das die letzte Aktion ist, die man in der Kolonie machen kann, müssen natürlich vorher alle Kinder ins Raumschiff gebracht worden sein.
13. Dabei merkt man, dass die Beseitigung der Königinnen in der Kolonie dort zwar alle Aliens deaktiviert hat, nicht aber die auf der Oberfläche des Mondes, die sogar immer mehr werden. Das ist der Hinweis, dass man den Mond nach Abflug zerstören muss.

## Besonderheiten
The Colony wurde als „Best Adventure Game of the Year“ vom amerikanischen MacWorld Magazin 1988 ausgezeichnet sowie im Jahr 2000 in deren „The Top Ten Mac Gaming Thingies of the Last 1000 Years“ gelistet.
Zur Entwicklungszeit des Spieles fanden fast alle Programmierungen für den Macintosh auf der Lisa statt. Entwicklungstools für den Macintosh waren so kurz nach dessen Markteinführung noch nicht verfügbar. Gemäß dem Spielehandbuch entwickelte David Alan Smith die ersten Szenen von The Colony mit einem von Softworks portierten C-Compiler. Der hierzu benutzte Macintosh (Mac I) hatte nur 128 KB RAM und ein Single-Floppy-Disk-Drive.
Einige technische Details: Anstelle eines 360-Grad-Kreises werden in The Colony 256 „Pseudo-Grad“ benutzt. Damit konnte die komplette Rotation in nur einem Byte codiert werden. Ähnliche, Speicher sparende Programmiertricks finden sich zuhauf in der Software. Die Grafiken für die einzelnen Aktionen entstanden mit MacPaint. Die zugehörigen Images wie bewegliche Türen, Informationen und auch das Apple-Logo entsprangen dann dem erarbeiteten Spieleprozessor.

## Videos
- Colony demo by David Smith – part 1 auf YouTube
- Colony demo by David Smith – part 2 auf YouTube